# 高橋優 (女演員)
高橋優（日语：／ Takahashi Yū，1991年1月19日—），日菲混血兒，是出身於日本滋賀縣的女模特兒及演員。所屬經紀公司為Asia Promotion。她的姐姐高橋瑪莉潤也是模特兒及演員。

## 演出作品

### 電視劇
- 《假面骑士KIVA》（2008年）- 飾 麻生百合/假面騎士IXA(聲)
- 《死神君》 第6話（2014年）- 飾 桐野沙也加
- 《有錢人家鳥事多》 第5話（2018年）- 飾 純
- 《假面騎士ZI-O》 第36話 - 飾 麻生百合
- 《TOKYO MER～行動急診室～》 第4話（2021年） - 飾 小山希望
- 《金田一少年之事件簿2022》 第2、3話（2022年）- 飾 寒野美火

### 電影
- 《假面騎士Kiva 魔界城之王》（2008年）

### 舞台劇
- 美少女戰士（2013年-2015年）-飾 木野真琴

## 外部連結
- 高橋優的官方部落格 （页面存档备份，存于）
- Asia Promotion內的高橋優官方網站 （页面存档备份，存于）
- Instagram （页面存档备份，存于）